# Staffellinie
In Staffellinie oder Peilungslinie fahren Schiffe, wenn sie sich auf einer diagonal (45 Grad) zum gemeinsamen Kurs liegenden Linie befinden.
Siehe auch: Kiellinie, Dwarslinie, Kollisionskurs

## Einzelnachweis
1. ↑  Alfred Freiherr von Koudelka: Unsere Kriegs-Marine, Wien, 1899, S. 501f.